# Anders Löfberg (musiker)
Anders Sven Gunnar Löfberg, född 31 oktober 1977, är en svensk cellist och violinist samt riksspelman. Han är son till folkmusikern Bengt Löfberg och medlem i folkmusikgrupperna Nordic och Majorstuen.
Anders Löfberg är utbildad vid Kungliga Musikhögskolan i Stockholm. Sedan 2004 är han medlem i gruppen Nordic där han spelar cello. Med Nordic har han gett ut albumen Metropol (2008), Hommage (2012) och Collage (2016)
År 2004 spelade han kontrabas på albumet Gubbstöt tillsammans med fadern Bengt Löfberg, Pelle Björnlert och Erik Pekkari. Den 28 januari 2007 sände Sveriges Radio P2 konserten Basilikahatten – Trallade låtar från Småland från Emigrantinstitutet i Växjö. På konserten medverkade även Ulrika Gunnarsson och Esbjörn Hazelius. År 2008 spelade Löfberg cello på Kersti Ståbis Ute blåser sommarvind. År 2009 spelade han kontrabas, cello och fiol på Ulrika Gunnarssons album Trall där också Hazelius medverkade. Samma år medverkade han på albumet Bålgetingen – låtar efter August Strömberg tillsammans med Anders Svensson, Magnus Gustafsson, Susanne Gustafsson och Jörgen Axelsson. År 2012 spelade han cello på Emilia Ampers Trollfågeln.
Sedan 2013 är Löfberg riksspelman då han erhöll Zornmärket i silver.
År 2015 turnerade Löfberg med föreställningen 101 hattar att sparka ner innan jag dör tillsammans med Silje Onstad Hålien. Han släppte även albumet Kvitre med den norska folkmusikgruppen Majorstuen.
Den 18 maj 2016 släppte han sitt första soloalbum Nittonbunda där Bengt Löfberg och Pelle Björnlert är med som gäster.

## Diskografi
Nordic
- 2008 – Metropol
- 2012 – Hommage
- 2016 – Collage

Majorstuen
- 2015 – Kvitre

Eget namn2016 – Nittonbunda
Övrig medverkan
- 2004 – Gubbstöt (med Bengt Löfberg, Pelle Björnlert och Erik Pekkari)
- 2008 – Ute blåser sommarvind (Kersti Ståbi)
- 2009 – Bålgetingen (Anders Svensson, Magnus Gustafsson, Susanne Gustafsson)
- 2009 – Trall (Ulrika Gunnarsson)
- 2010 – KMH FOLK 2010
- 2012 – Trollfågeln (Emilia Amper)
- 2014 – Anna Lindblad med vänner (Anna Lindblad)
- 2015 – Drifting Like a Bird (Annbjørg Lien)
- 2016 – Musicus Folkbarokk fra Rørosområdet
- 2019 – D'amore (Pelle Björnlert)